# 朝鮮の日本酒

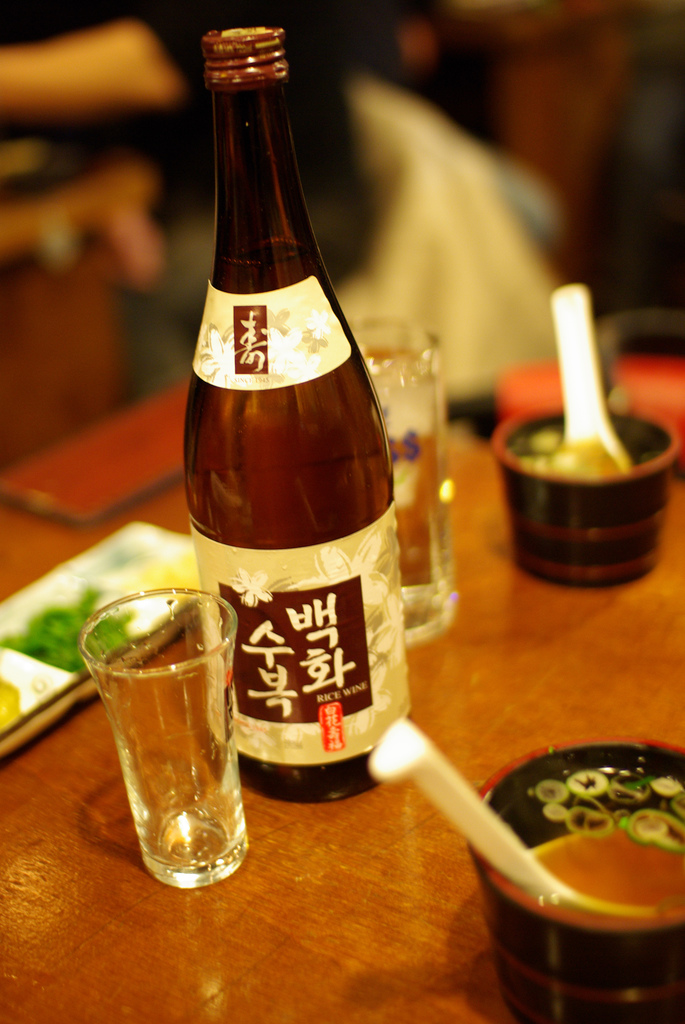
韓国の清酒（白花寿福:백화수복）

朝鮮の日本酒（ちょうせんのにほんしゅ）では、朝鮮半島における日本酒および清酒について述べる。日本国外では最古となる19世紀末に始まった朝鮮半島での日本酒生産は21世紀まで途切れることなく続いており、韓国では日本からの輸入も行われている。

## 生産および消費

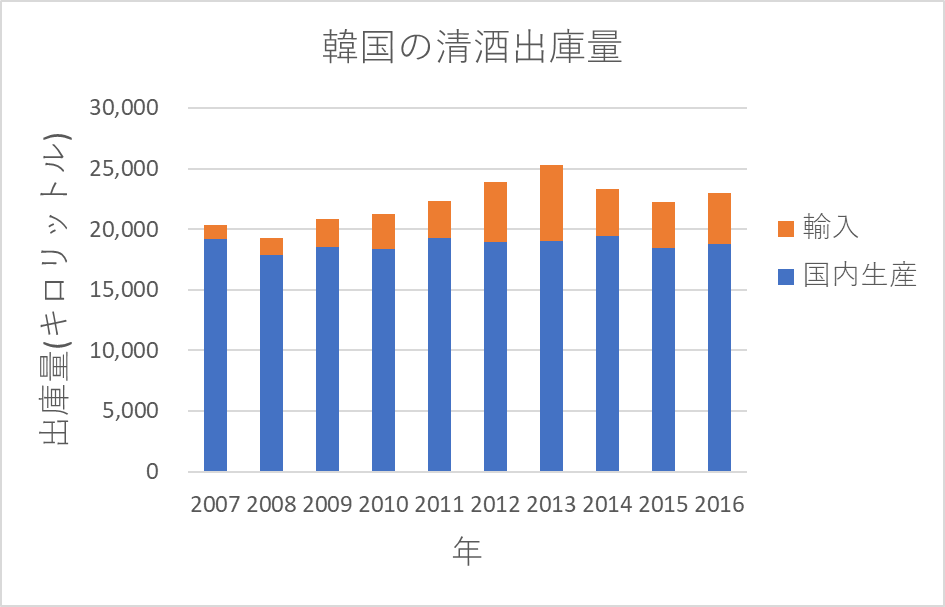
韓国における清酒の出荷量推移

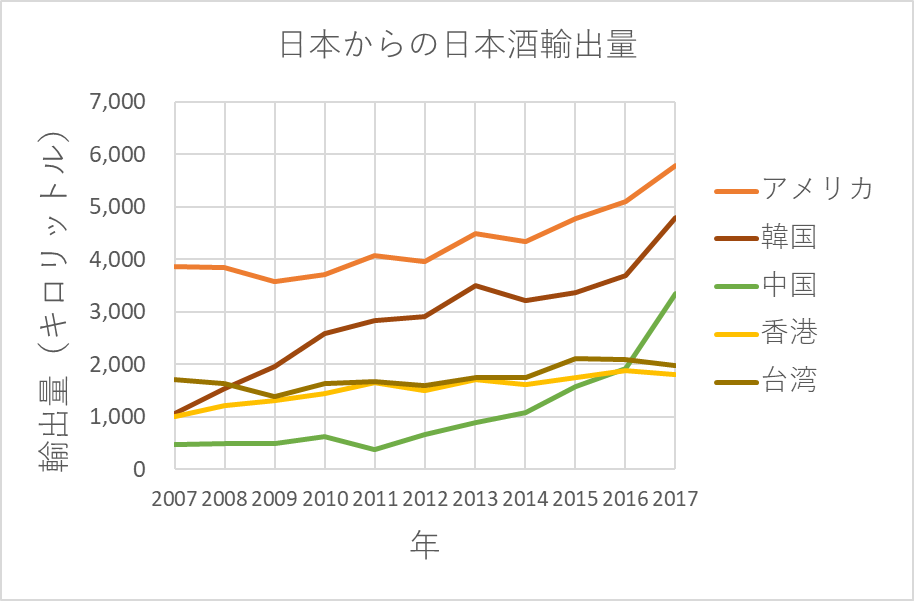
日本から各国への日本酒輸出量 推移

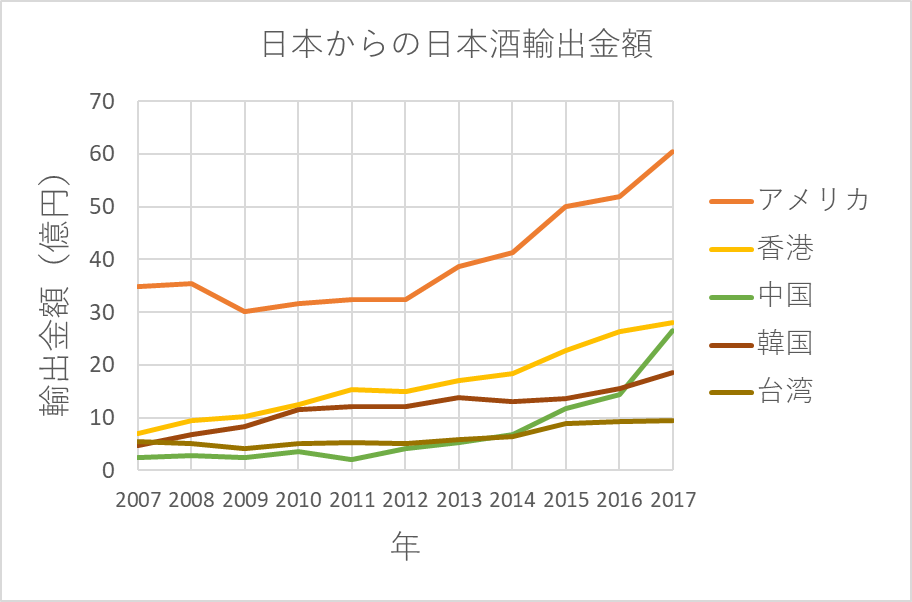
日本から各国への日本酒輸出金額 推移

日本酒は、大韓民国では税法上の13種類の酒区分の中で「清酒」（청주, チョンジュ）にあたり、清酒は正宗（정종, チョンジョン）とも呼ばれる。これは1930年代に現地生産を行っていた日本酒、「櫻正宗」が大ヒットしたためとされる。韓国は、消費量と自国生産量は日本以外の国では最大となっているが、ビールやマッコリ、ソジュなどに比べると出庫量は1%未満である。北朝鮮については、2006年より日本政府は核実験などに対する制裁処置によって北朝鮮への酒類輸出を禁止している。
韓国では比較的高級な吟醸酒などはホテルや高級居酒屋で接待などの用途に、普及価格帯のものは安価な居酒屋で消費されることが多く、家庭での消費は少ない。900ミリリットル入りの紙パックの形態で最も多く販売されており、日式レストランでは1本30,000～40,000ウォンと日本の3倍程度の価格となっている。また、旧正月などの名節や先祖供養には清酒を供えることが一般的であり、この祭祀向けの需要が清酒市場の70%を占めるという見方がある。2015年の韓国国内の調査では、韓国産の清酒と日本酒については「同じ酒」という認識が53%、「異なる酒」という認識が47%となっており、原料が韓国産であるか等をもとに差異を認識しているケースがある。

### 国内生産
2016年の韓国における清酒の国内生産量は18,753キロリットルとなっており、そのほとんどが世界最大級の日本酒工場であるロッテ七星飲料の群山工場で生産されている。同社は4つの銘柄を生産しており、特に冷酒用の「清河」と祭祀用の「白花寿福」が2016年の出荷金額でそれぞれ37.5億円、30億円の主力商品となっている。麹菌としてニホンコウジカビを使用しており、原料米は利川（京畿道）などから供給されている。

### 輸出入
日本から韓国へ輸出される日本酒は2017年現在で年間4,798キロリットル、18億6,400万円となっており、それぞれ日本からの国別輸出数量および金額で2位、4位となっている。2010年の統計では、日本からの輸入食品の中で金額ベースで2.6%のシェアを日本酒が占め、スケトウダラなどに次ぐ3位となっている。
個別の銘柄では宝酒造の「松竹梅」、朝日酒造の「萬寿」や「千寿」などが人気を博しているほか、白龍酒造がOEM元として製造する新潟酒販の「がんばれ父ちゃん」という紙パック酒が輸入日本酒の中で9.8%のマーケットシェアを占めている。
米韓自由貿易協定によってアメリカ合衆国からの輸入は関税がかからないため、月桂冠のアメリカ工場で生産された普及価格帯の清酒なども2010年代では輸入されている。また1990年代後半から2000年代前半にかけて年間1,400～2,880キロリットルほどを日本向けにバルク輸出していたが2008年から急減し、代わってヨーロッパやアメリカ、東南アジア向けの輸出が180キロリットル程度まで増加している。

## 歴史

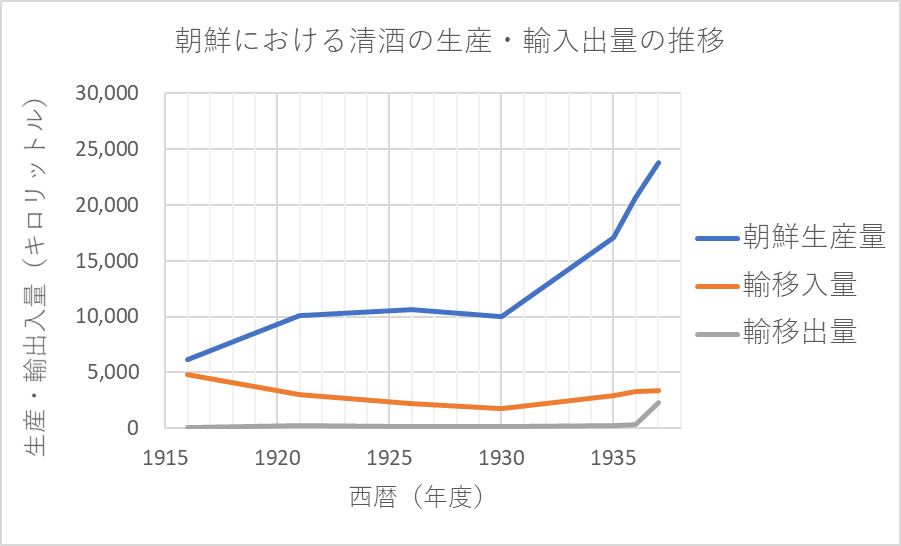
第二次世界大戦以前の朝鮮における清酒生産・移出入量

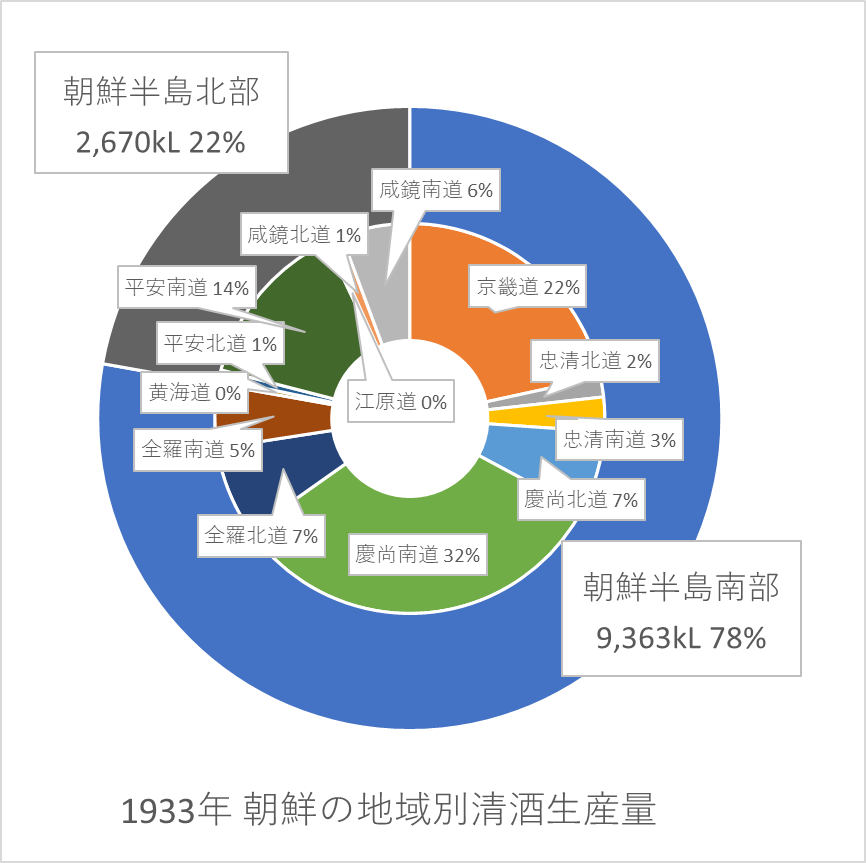
1933年の朝鮮における地域別清酒生産量

### 近代
1876年に日朝修好条規が締結されると、同年に釜山で対馬出身の荒木某が日本風のどぶろくの製造を始めた。続いて同じく釜山で1879年に壱岐島出身の大久保某が清酒の製造を行い、1883年には福田増兵衛が本格的な設備により「向陽」という銘柄の清酒の生産を始め、後者は第二次世界大戦の終結した1945年まで続いた。なお、これ以前に江戸時代に釜山の倭館には酒屋があったとされるが、詳細は不明である。
朝鮮では伝統的に各家庭でのマッコリの生産が盛んだったが、1905年に設けられた統監府は1909年に酒造法で自家醸造にも酒税の適用範囲を広げた。1910年の韓国併合時までには、釜山と同じく租界が設けられた仁川や元山、そして馬山や京城、群山、平壌などで日本酒の工場が稼働していた。この時期までに創業して後に1,000石（180キロリットル）以上の大規模な生産を行った業者としては、鉄道技師の久慈千治、竹鶴酒造の経営者一族の竹鶴輝次などがいる。また韓国併合後は、日本人による農場経営が盛んな穀倉地帯であった半島南部の全羅道、慶尚道、京畿道などで日本酒工場の集積が進んだ。
1916年に朝鮮総督府は酒税令を発布し、醸造酒・蒸留酒ともに近代的とみなされる日本式の製法を推奨するとともに、密造を厳格に取り締まり、酒造会社によって造られた酒を購入するよう促した。同年の朝鮮での日本酒生産量は34,260石（6,181キロリットル）、日本からの輸入量は26,799石（4,835キロリットル）であった。居留する日本人とともに蔵元は増加し、齋藤久太郎が1918年に設立した齋藤酒造合名会社は最盛期には平壌で15,000石（2,706キロリットル）、京城で8,000石（1,443キロリットル）の「金千代」、「銀千代」などの日本酒を生産し、朝鮮最大の日本酒メーカーとなっている。また1916年に元山で設立された元山酒造は、最盛期には「朝之松」など約10,000石（1,804キロリットル）の日本酒を生産し、朝鮮第2位の規模となった。
日本国内の大手メーカーとしては白鶴酒造が1928年に仁川、櫻正宗が1929年に馬山、菊正宗が1935年に京城、月桂冠が1942年に清州に、それぞれ進出して製造工場を設けている。このほか、朝鮮に営業所や支店のみを設けて販売を行うメーカーも多かった。これらの工場の稼働開始や元山酒造の増産などもあり、1937年には朝鮮の日本酒生産量は132,054石（23,823キロリットル）まで増加し、日本などからの輸入が18,898石（3,409キロリットル）ある一方で、朝鮮から満州国などへの輸出も12,973石（2,340キロリットル）に達している。地域別にみると、慶尚南道と京畿道が1933年の時点で21,600石（3,897キロリットル）と14,400石（2,598キロリットル）となり、朝鮮全体の32%、22%をそれぞれ占めている。

### 現代

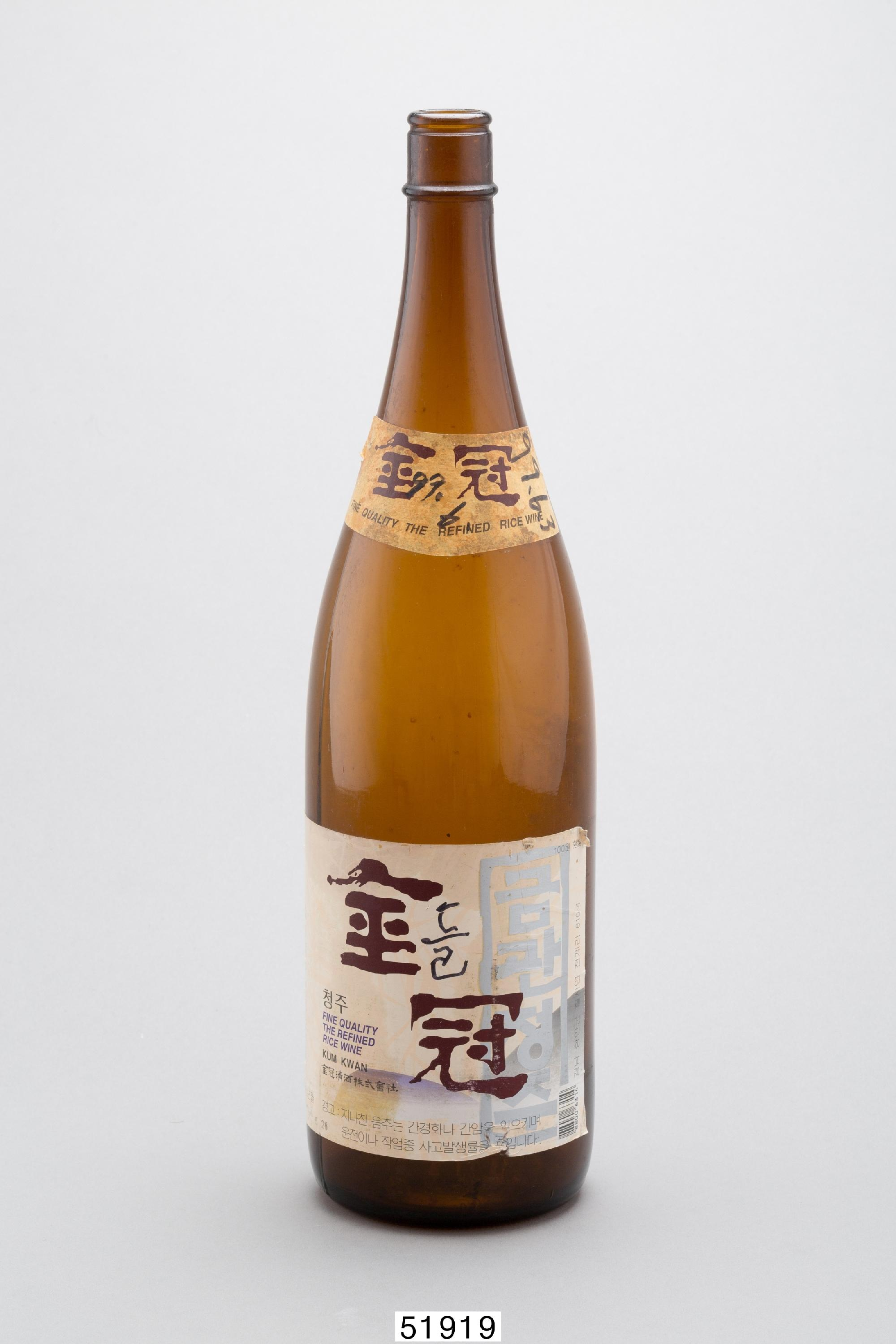
韓国で1999年まで生産されていた日本酒「金冠」

日本による朝鮮統治が終わると、当時の朝鮮に119社あった日本酒の蔵元の多くは廃業するか現地人に経営が引き継がれ、一部の蔵では日本人杜氏が1～2年残って指導を行っていた。代表的なところでは朝鮮酒造は白花酒造、澤泉は朝海となった。北朝鮮でも生産は続けられていたとみられるが、詳細は不明である。なお、日本に引き揚げた蔵元のうち26社は1955年に復活酒造免許を得て酒造りを再開しており、元山酒造が神戸市灘区に設立した灘酒造（2012年に解散）などがこれに該当する。
1965年に韓国政府は食糧事情改善のために米を用いた酒類製造を制限し、二倍増醸清酒のみの製造が許可された。この頃の韓国は日本統治時代に習得した技術をそのまま用いる杜氏がほとんどで専門の技術指導員などはいなかったが、越後杜氏の訪韓などにより技術交流が再開している。1973年には30社以上存在した清酒メーカーが再編・集約され、白花酒造、朝海、鶏明の3社になっている。
1983年に鶏明はクラウンビールに買収され、「金冠」に名称を変更している。一方、これに対抗してクラウンビールのライバルであったOBビールを有する斗山グループは1985年に白花酒造を買収した。1986年に斗山が発売した冷酒用の「清河」は大ヒットし、1989年には3社の清酒のマーケットシェアは、白花酒造が85.3%（23,219キロリットル）、金冠が13.4%（3,658キロリットル）、朝海が1.3%（343キロリットル）となっている。
白花酒造（斗山グループ）は1989年には「白花寿福」の上位ブランドとなる精米歩合65%の吟醸酒「菊香」、1994年には精米歩合52%の大吟醸酒「雪花」をそれぞれ発売するとともに、1990年には40,000キロリットルの生産能力を持つ世界最大級の新しい本社工場を群山市に完成させた。一方で競争相手であった朝海は1997年、金冠は1999年頃にそれぞれ清酒の販売を終了したとみられる。また、1994年には日本からの日本酒の輸入が自由化された。2000年代に入ると日式レストランなどで人気が高まり、それまで年間100キロリットル未満だった日本酒の輸入は年率50～70%のペースで急増し、2007年には1,070キロリットルとなっている。2009年に斗山の酒類事業はロッテグループに買収され、ロッテ七星飲料となった。2019年の日韓貿易紛争を受けて生じた日本製品不買運動により、同年の日本からの清酒輸入金額は前年比-38.5%の13億6千万円と大きく減少している。

## 原料米
1910年に朝鮮在来種のターベーを用いて日本で醸造試験が行われたが、米質が硬く酒母での溶解糖化が鈍く日本酒の酒米としては適性が低いと評価されている。これと前後して優良品種の栽培や改良が進められ、1918年には「穀良都」や「早神力」などについては備前米などと遜色がないという高い評価を受けた。1921年から全羅南道などで品質の優れた「雄町」が栽培されたが、収量が少ない点が嫌われ、特に保護栽培された珍島郡などを除いて1930年代には「穀良都」や「多摩錦」、「銀坊主」などに取って代わられている。また、江原道や咸鏡南道、咸鏡北道など朝鮮半島北部では「陸羽132号」が広く栽培されていた。
これらの酒米は朝鮮半島で使用されるだけでなく、大正半ばから灘五郷や中国地方、九州地方、昭和に入ると関東地方や東北地方なども含めた日本全国で使用されるようになり、日本への移出量は朝鮮半島南部産の酒米だけでも毎年6～10万石（10,823～18,039キロリットル）に上っている。朝鮮産の「雄町」などを使用して全国清酒品評会に入賞する酒も出るなど、評価は高かった。第二次世界大戦後も日本への輸出は行われ、1960年代には蓬萊米やカリフォルニア米のような特有の匂いもほぼなく準内地米としては最も良好とされている。一方で、「穀良都」や「雄町」などの酒造好適米の生産は済州島を除いてほぼ途絶えてしまっている